# チーちゃんごめんね
『チーちゃんごめんね』は、1984年制作の日本映画。
深夜放送のDJとして多くの聴取者から愛されながらも、がんのため33歳で死去した成田敦子（元文化放送アナウンサー）の生涯を、本人の手記『チーちゃん、ごめんね ― ガンと闘う母から娘へ』を原作に映画化したもの。“チーちゃん”とは、成田の娘・知菜子の愛称である。

## キャスト
- 成田あつ子 - 秋吉久美子
- 成田康彦 - 勝野洋
- 成田知菜子 - 浅川菜月
- 成田佳代 - 佐々木すみ江
- 鎌田圭子 - 浅茅陽子
- 吉岡 - 伊藤克信
- 中島道子 - 真理明美
- 森川 - 冨家規政
- 村上医師 - 藤木悠
- 木村医師 - 久富惟晴
- 長谷川医師 - 広岡瞬
- 患者 - 横山リエ
- 課長 - 土居まさる

このほか、金子由香利、広川太一郎、吉田照美が本人役で特別出演している。

## 補足
- 1977年に東京12チャンネル（現在のテレビ東京）『愛のドラマシリーズ』の第1作としてテレビドラマ化されている。主演は浜美枝、娘役は香山リカ。